# ШК Рот-Вайс (Оберхаузен)
Шпортклуб Рот-Вайс Оберхаузен-Райнланд (на немски: SC Rot-Weiß Oberhausen-Rheinland) или просто Рот-Вайс Оберхаузен (на немски: Rot-Weiß Oberhausen) е спортен клуб от град Оберхаузен, провинция Северен Рейн-Вестфалия, Германия, основан на 18 декември 1904 г. чрез обединението на Емшерталер Ес Фау и Оберхаузенер Турнферайн. Към момента „Рот-Вайс“ предлага само футбол на близо хилядата си членове.

## История

### Преди въвеждането на Първа Бундеслига
Отборът е основан на 18 декември 1904 г. под името Оберхаузенско Игрово Обединение (на немски: Oberhausener Spielverein). Основатели са членовете на формирания през 1902 г. Емшерталер Ес Фау, както и тези на Оберхаузенер Те Фау 1873. Вторият спортен клуб окончателно се закрива на 27 април 1922 г. поради преустройството на спортните дружества в региона. Само няколко месеца по-късно, на 30 януари 1923 г., Игровото обединение се присъединява към Щюрумер Ес Фау 1908 като новата формация носи името Шпилферайнигунг Оберхаузен-Щюрум. От юни 1933 г. отборът носи днешното си име Рот-Вайс Оберхаузен. 
Оберхаузенци не са включени в новообразуваната елитна дивизия Гаулига Долен Рейн през 1933 г., но още през следващата година успяват да се класират там. След две трети места през 1936 и 1937 г., Рот-Вайс изпада през 1938 г., но отново се завръща в гаулигата след едногодишно отсъствие. От август 1943 г. Ер Ве О, заедно с Алщадер Елмар 09 и Виктория Оберхаузен, образуват военновременния тим Крийгсшпортгемайншафт Оберхаузен. Под това име отборът завършва сезон 1943/44 и участва през 1944/45.
През първия следвоенен сезон „червено-белите“ постигат първия си по-сериозен успех като печелят първенството на окръг Долен Рейн, което е и най-престижното възможно отличие през годината. По това време са се провеждали няколко регионални първенства в рамките на британската окупационна зона. На финала Рот-Вайс Оберхаузен побеждава с 2:0 тима на Бенрат. Следващата година отново е сравнително успешна и се печели първенството на Окръжна лига Източен Долен Рейн, а с това и класиране за новата Оберлига Запад. Долнорейнската титла е защитена с победа срещу Фортуна Дюселдорф с 3:1, а това дава право на участие във финалния рунд за първенството на германските територии под британски контрол. Там оберхаузенци са победени на полуфинала от Хамбург с 1:3, а след това губят и срещата за тетото място от Кьолн 04 с 1:4.
В началото на Оберлига Запад Рот-Вайс играе значима роля и през сезони 1947/48 и 1948/49 завършва на петото място. След 11-о място през 1949/50 футболистите влошават представянето си и завършват на 13-о място през 1950/51 поради по-лошото си голово съотношение от Шпортфройнде Катернберг и са принудени да играят допълнителни баражни срещи за оставане в оберлигата. „Червено-белите“ се провалят в опита си да запазят мястото си в елита и изпадат. Оберхаузенският отбор играе във Втора лига-Запад от 1951 г., където едва през 1957 г. успява да завърши втори и да се класира отново в оберлигата. След три сезона в долната част на таблицата, през 1960/61 Рот-Вайс Оберхаузен успява да постигне четвъртото място в Оберлига Запад след „голямата четворка“ Кьолн, Борусия Дортмунд и Шалке 04. Следващата година представянето е още по-добро и тимът е трети, само на 4 точки зад първия Кьолн. Второто място, даващо право на участие във финалния турнир за шампионската титла на страната е пропуснато с 3 точки изоставане от вицепървенеца Шалке 04. Шансовете за право на участие в нововъведената Първа Бундеслига от сезон 1963/64 са пропилени с десетото място в последния сезон на западната оберлига.

### След 1963 г. до днес
След 1963 г. елитните клубове на Германия играят в обща дивизия, наречена Бундеслига. Рот-Вайс не успява да покрие критериите за участие там и е разпределен да играе във втородивизионната Регионална лига Запад, където прекарва 6 сезона преди да успее да спечели първото място под ръководството на треньора Алфред Прайслер и президента Петер Маасен, а с това и право на участие в Първа Бундеслига. Трудната задача оберхаузенският отбор да се задържи в елита е изпълнена 4 пъти до 1973 г., като най-предното класиране в този период е 14-ото място. През сезон 1970/71 клубът е замесен в скандала за манипулиране на срещи в Първа Бундеслига, което носи санкции на наставника Гюнтер Брокнер. Известен футболист с червено-белия екип е Лотар Коблун, който въпреки слабото представяне на своите съотборници, успява да стане голмайстор на първенството.
Отборът изпада от първа дивизия през 1973 г. и за малко пропуска да се завърне там още през следващия сезон, като завършва втори в квалификационния рунд. Лоша поредица от резултати в новообразуваната Втора Бундеслига Север води до изпадане в трета лига през 1975 г., но сезон 1978/79 носи завръщането на Рот-Вайс Оберхаузен. През същата година оберхаузенци достигат до 1/4 финал за Купата на Германия, където отпадат след 1:2 от Айнтрахт Франкфурт.
След като двете втори бундеслиги са обединени в една през 1981 г. Рот-Вайс остава извън класиралите се за единната дивизия отбори и продължава да се състезава в третото ниво на германския футбол. От 1983 г. клубът отново е втородивизионен и прекарва във Втора Бундеслига 5 години, преди лицензът му да бъде отнет от Германския футболен съюз. Това е причина всички професионални футболисти да напуснат Оберхаузен и без тях отборът изпада още веднъж – от Оберлига Северен Рейн в Окръжна лига Долен Рейн. Слабото представяне продължава и само по-добрата голова разлика предотвратява попадане в пета лига през 1990 г.
От този момент започва бавното реорганизиране в клуба, което носи завръщане във Втора Бундеслига през 1998 г. Най-доброто си постижение за Купата на Германия Рот-Вайс прави през сезон 1998/99, когато достига до полуфинал, загубен с 1:3 от Байерн Мюнхен и игран на гелзенкирхенския Паркщадион. Друга значима среща от турнира, играна в Гелзенкирхен, е загубата на 1/4 финал от Шалке 04 с 0:2 в началото на 2002 г. И двете знаминити срещи оберхаузенци изиграват под ръководството на наставника Александър Ристич, който успява да спаси „детелините“ от изпадане в трета лига по времето на своя период в клуба.
През сезон 2003/04, при норвежкия треньор Йорн Андерсен, Рот-Вайс Оберхаузен дълго време се движи в челото на Втора Бундеслига и успява да стане есенен първенец на дивизията, но спад във формата през пролетта проваля опита за класиране в елита. Следващата година е особено разочароваща с оглед на предходните амбиции, тъй като оберхаузенският отбор се свлича в дъното на класирането и Андерсен е освободен. Новият треньор Ойген Хах не успява да извади отбора от зоната за изпадане и Рот-Вайс изпада в регионалната лига като 16-и в крайното класиране.
Под ръководството на треньора Хари Плес, намален бюджет и с отслабен отбор Рот-Вайс започва представянето си в трета дивизия доста лошо. На 5 септември 2005 г. дългогодишният президиум на клуба се оттегля, а служебният ръководен съвет се опитва да стабилизира отбора във финансово и спортно отношение. На 3 май 2006 г. Плес е уволнен, а за нов треньор е назначен Гюнтер Абел, дошъл в Оберхаузен през зимната пауза и ръководил дотогава резервния отбор. Абел не успява да спаси „детелините“ и те изпадат в четвърта дивизия като 17-и в заключителното класиране.
За сезон 2006/07 като треньор е представен бившият футболист от бундеслигата и дългогодишният треньор на Адлер Остерфелд Ханс-Гюнтер Брунс. Под ръководството на Брунс оберхаузенци завършват есенния полусезон в четвърта лига на първото място, а след това не изпускат водачеството и предсрочно си осигуряват класиране в Регионална лига Север. На 29 юни 2007 г. новоизбраният надзорен съвет избира трима ръководители, които да движат клубноте дела. Това са Хайо Зомерс (изпълнителен директор, маркетинг и събития), Торстен Биндер (стадион, фенове, членове и традиции) и Юрген Лугингер (спортен директор).
Началото на сезона в регионалната лига започва доста неочаквано за „новака“ Рот-Вайс, който на 28 юли 2007 г. разгромява като гост Рот-Вайс Есен с 4:1. Друга победа като гост, този път с 3:0 срещу Унион Берлин, осигурява завръщането във Втора Бундеслига в последния кръг. Така оберхаузенци сътворяват куриозните за германския футбол две поредни промоции след две поредни изпадания.

## Успехи
- Първенец на Долен Рейн (2): 1946, 1947;
- Носител на Западногерманската купа (1): 1950;
- Първенец на Регионална лига Запад (1): 1969;
- Класиране в Първа Бундеслига (1): 1969;
- Класиране във Втора Бундеслига (4): 1979, 1983, 1998, 2008;
- Първенец на Оберлига Северен Рейн (4): 1979, 1983, 1995, 2007;
- Първенец на Регионална лига Запад/Югозапад (1): 1998;
- Носител на Долнорейнската купа (2): 1996, 1998;
- Полуфинал за Купата на Германия през 1999 г. срещу Байерн Мюнхен, загубен с 1:3; победи срещу Хамбург и Борусия Мьонхенгладбах;
- Есенен първенец на Втора Бундеслига (1): 2003.

## Професионален отбор за сезон 2009/10
| №             |          | Играч           | Рождена дата   | В отбора от | См      | Кг      | Мач.    | Гол.    | Предишни клубове |
| Вратари       | Вратари  | Вратари         | Вратари        | Вратари     | Вратари | Вратари | Вратари | Вратари | Вратари |
| ------------- | -------- | --------------- | -------------- | ----------- | ------- | ------- | ------- | ------- | --- |
| 1             | Германия | Кристоф Землер  | 03.03.1980     | 2005        | 184     | 88      | 14      | 0       | Борусия Мьонхенгладбах, Германия Ратинген, Райд, Шварц-Вайс Есен, Борусия Мьонхенгладбах                               |
| 21            | Германия | Зьорен Пирзон   | 27.08.1985     | 2008        | 194     | 93      | 35      | 0       | Рот-Вайс Есен, Борусия Дортмунд, Фортуна Дюселдорф, Рот-Вайс Оберхаузен, Шварц-Вайс Есен                               |
| 35            | Германия | Марсел Дийц     | 30.03.1990     | 2006        | 188     | 77      | 0       | 0       | Адлер Фринтроп |
| Защитници     |          |                 |                |             |         |         |         |         | |
| 2             | Гамбия   | Тимо Устер      | 22.10.1974     | 2005        | 183     | 79      | 23      | 0       | Дармщат 98, Веен Висбаден, Карл Цайс Йена, Мепен, Фелтен, Шарлотенбург, Фронау, Райникендорфер Фюксе, Блау-Вайс Берлин |
| 3             |          | Даниел Емберс   | 14.04.1981     | 2006        | 183     | 73      | 38      | 0       | Вуперталер Борусия, Кобленц, Борусия Мьонхенгладбах, Дуисбург                                                          |
| 4             |          | Димитриос Папас | 25.02.1980     | 2006        | 180     | 80      | 46      | 0       | Рот-Вайс Есен, Хаген, Шпортфройнде Йострих-Изерлон, Рот-Вайс Люденшайд, Плетенберг                                     |
| 5             | Германия | Бенямин Райхерт | 17.05.1983     | 1988        | 180     | 74      | 32      | 0       | Юноша на клуба |
| 16            |          | Томас Шлийтер   | 28 януари 1981 | 2007        | 192     | 91      | 44      | 3       | Фелберт, Адлер Остерфелд, Шпортфройнде Хамборн 07, Дуисбург 08, Дуисбург                                               |
| 18            |          | Маринко Милетич | 08.10.1980     | 2009        | 193     | 89      | 12      | 0       | Рот Вайс Аален, Гютерсло 2000, Санкт Паули, Борусия Мьонхенгладбах, Фортуна Дюселдорф, 04 Дюселдорф, Дюселдорф 99      |
| 36            | Германия | Доминик Боруцки | 07.06.1990     | 2003        | 180     | 75      | 0       | 0       | Хайматерде Мюлхайм |
| Полузащитници |          |                 |                |             |         |         |         |         | |
| 6             | Германия | Даниел Гордон   | 16 януари 1985 | 2009        | 194     | 83      | 12      | 2       | Борусия Дортмунд, Бохум, Борусия Дортмунд                                                                              |
| 7             |          | Мориц Щопелкамп | 11.12.1986     | 2008        | 180     | 75      | 28      | 3       | Рот-Вайс Есен, Рот-Вайс Ерфурт, Рот-Вайс Есен, Фортуна Дюселдорф, Дуисбург, Виктория Буххолц                           |
| 8             |          | Хайнрих Шмидгал | 20.11.1985     | 2009        | 174     | 75      | 14      | 1       | Бохум, Ферл |
| 15            |          | Марсел Ладерс   | 24.08.1984     | 1987        | 183     | 80      | 30      | 0       | Юноша на клуба |
| 17            | Германия | Оливер Петерш   | 26.04.1989     | 2009        | 174     | 74      | 13      | 1       | Байер Леверкузен, Битбург                                                                                              |
| 19            |          | Маркус Хепке    | 11.04.1986     | 2009        | 180     | 80      | 28      | 2       | Шалке 04, Блау-Гелб Юберрур                                                                                            |
| 20            | Германия | Тим Крузе       | 10 януари 1983 | 2007        | 186     | 74      | 36      | 3       | Фортуна Дюселдорф, Байер Леверкузен, Хофнунгстал, Унион Рьосрат                                                        |
| 23            |          | Маркус Кая      | 20.10.1979     | 2007        | 180     | 78      | 44      | 9       | Фелберт, Рот-Вайс Есен, Шалке 04, Тенис Борусия Берлин, Херта Целендорф, Кикерс 1900 Берлин                            |
| 27            | Германия | Бенямин Шюслер  | 04.05.1981     | 2008        | 176     | 67      | 24      | 0       | Падерборн 07, Оснабрюк, Борусия Мьонхенгладбах, Магдебург                                                              |
| Нападатели    |          |                 |                |             |         |         |         |         | |
| 9             |          | Патрик Шьонфелд | 21.06.1989     | 2009        | 186     | 82      | 10      | 0       | Ерланген-Брук, Лауф, Нюрнберг, Фойхт                                                                                   |
| 10            |          | Майк Теранова   | 17.11.1976     | 2006        | 172     | 78      | 47      | 9       | Ватеншайд 09, Вуперталер Борусия, Айнтрахт Нордхорн, Гютерсло 2000, Ватеншайд 09, Гюнихфелд                            |
| 11            |          | Джамал Гей      | 09.02.1989     | 2009        | 190     | 90      | 2       | 0       | Джо Пъблик |
| 13            | Германия | Рони Кьоних     | 02.06.1983     | 2009        | 190     | 86      | 14      | 4       | Веен Висбаден, Кайзерслаутерн, Кемниц, Санкт Егидиен                                                                   |
| 22            | Германия | Феликс Луц      | 18 януари 1982 | 2008        | 186     | 78      | 5       | 0       | Аугсбург, Санкт Паули, Щутгарт, Хофенхайм, Щутгарт, Еслинген, Дайцизау, Айнтрахт Зирнау                                |
| 28            |          | Майк Тулберг    | 22.12.1985     | 2009        | 189     | 86      | 0       | 0       | Хартс, Реджина, Орхус, Грено, Ранерс Фрея, Фарум, АБ Копенхаген                                                        |

## Български футболисти
- Радослав Комитов: 1999-2000 (14 мача/1 гол)
- Димчо Беляков: 2001-2003 (64/18)